# Balthasar Gareis
Balthasar Gareis (* 25. Mai 1929 in Birnbaum; † 2. Oktober 2000) war ein deutscher römisch-katholischer Theologe und Hochschullehrer.

## Leben
Von 1939 bis zum Abitur im Jahre 1948 besuchte er das humanistische Gymnasium in Bamberg. Anschließend studierte er bis 1953 Katholische Theologie als Priesteramtskandidat der Erzdiözese Bamberg an deren Philosophisch-Theologischer Hochschule. Am 26. Juli 1953 wurde er im Dom zu Bamberg zum Priester geweiht. Dreizehn Jahre wirkte er als Kaplan in Ebrach, Nürnberg und Bamberg. 
1966 wurde er hauptamtlicher Gefangenenseelsorger an der Jugendstrafanstalt Ebrach. Zusätzlich zu seiner Tätigkeit als Gefangenenseelsorger absolvierte er von 1967 bis 1971 an der Universität Würzburg ein Promotionsstudium in Psychologie und Religionspsychologie. Seine Dissertation mit dem Titel „Psychagogik im Strafvollzug. Die Effektivität einer religiös-psychagogischen Beeinflussung Jugendlicher im Strafvollzug“ erschien 1971 im Druck.
Zum 1. Oktober 1975 wurde Gareis zum ordentlichen Professor für Pastoraltheologie und Psychologie an der Philosophisch-Theologischen Hochschule Fulda ernannt. Von 1983 bis 1989 und von 1992 bis 1994 leitete er die inzwischen zur Fakultät erhobene Hochschule als Rektor. Sein Einsatz für eine Partnerschaft mit der International Buddhist University in Osaka wurde 1990 mit der Ernennung zu deren Honorarprofessor gewürdigt.
Nebenamtlich wirkte Balthasar Gareis von 1976 bis zu seinem Tod als Seelsorger in der Justizvollzugsanstalt Fulda, außerdem in der Filialgemeinde Almendorf der Pfarrei Margretenhaun. Seit 1976 kam Balthasar Gareis im Bischöflichen Ehegericht den Aufgaben eines Gutachters und Diözesanrichters nach. Von 1977 bis 1999 war er Geistlicher Beirat des Sozialdienstes katholischer Frauen (SkF); von 1997 bis 2000 war er zusätzlich Diözesanpräses der Katholischen Arbeitnehmer-Bewegung (KAB) im Bistum Fulda.
Papst Johannes Paul II. verlieh ihm 1984 den Titel Monsignore und ernannte ihn im Mai 2000 zum Päpstlichen Ehrenprälaten. Im Jahre 1991 wurde er mit dem Bundesverdienstkreuz ausgezeichnet, vor allem wegen seines unermüdlichen Einsatzes im sozialen Bereich.

## Schriften (Auswahl)
- Psychagogik im Strafvollzug. Die Effektivität einer religiös-psychagogischen Beeinflussung Jugendlicher im Strafvollzug. Eine empirische Untersuchung an Jugendlichen einer bayerischen Justizvollzugsanstalt. München 1971, ISBN 3-442-70007-8.
- mit Eugen Wiesnet: Gefängniskarrieren. Selbstzeugnisse junger Rechtsbrecher. Innsbruck 1973, ISBN 3-7022-1099-7.
- als Herausgeber mit Eugen Wiesnet: Hat Strafe Sinn? Aus juristischer, psychologischer, ethischer und pastoraler Sicht Stellung nehmen. Freiburg im Breisgau 1974, ISBN 3-451-17060-4.
- mit Eugen Wiesnet: Frühkindheit und Jugendkriminalität. Vorgeburtliche Einflüsse, Frühkindheit und Erziehungsstile, Berichte junger Strafgefangener. Mit 13 Tabellen. München 1974, ISBN 3-442-70021-3.
- mit Eugen Wiesnet: Schuld und Gewissen bei jugendlichen Rechtsbrechern. Eine pastoraltheologische Untersuchung über Schuldfähigkeit, Gewissen und Schuldverarbeitung. Düsseldorf 1976, ISBN 3-491-77441-1.
- mit Ernst Heinrich Bottenberg: Straffällige Jugendliche. Ihre psychische und soziale Situation. Düsseldorf 1980, ISBN 3-491-77835-2.
- Psychotherapie und Beichte. Sankt Ottilien 1988, ISBN 3-88096-425-4.
- Die Bedeutung der Psychologie für den priesterlichen Dienst. Ein Plädoyer für angewandte Psychologie in der Seelsorge. Mit Vita, Bibliographie und Nachruf auf Balthasar Gareis. Frankfurt am Main 2001, ISBN 3-7820-0857-X.